# Lingti (sockenhuvudort i Kina, Tibet Autonomous Region, lat 30,96, long 92,58)
Lingti (kinesiska: Lindi, 林堤, 林堤乡) är en sockenhuvudort i Kina. Den ligger i den autonoma regionen Tibet, i den sydvästra delen av landet, omkring 200 kilometer nordost om regionhuvudstaden Lhasa. Antalet invånare är 1 666. Befolkningen består av 831 kvinnor och 835 män. Barn under 15 år utgör 35 %, vuxna 15-64 år 59 %, och äldre över 65 år 5,0 %.
Runt Lingti är det mycket glesbefolkat, med 2 invånare per kvadratkilometer. Det finns inga andra samhällen i närheten. Trakten runt Lingti består i huvudsak av gräsmarker.
Genomsnittlig årsnederbörd är 974 millimeter. Den regnigaste månaden är juli, med i genomsnitt 204 mm nederbörd, och den torraste är december, med 6 mm nederbörd.